# Humanin

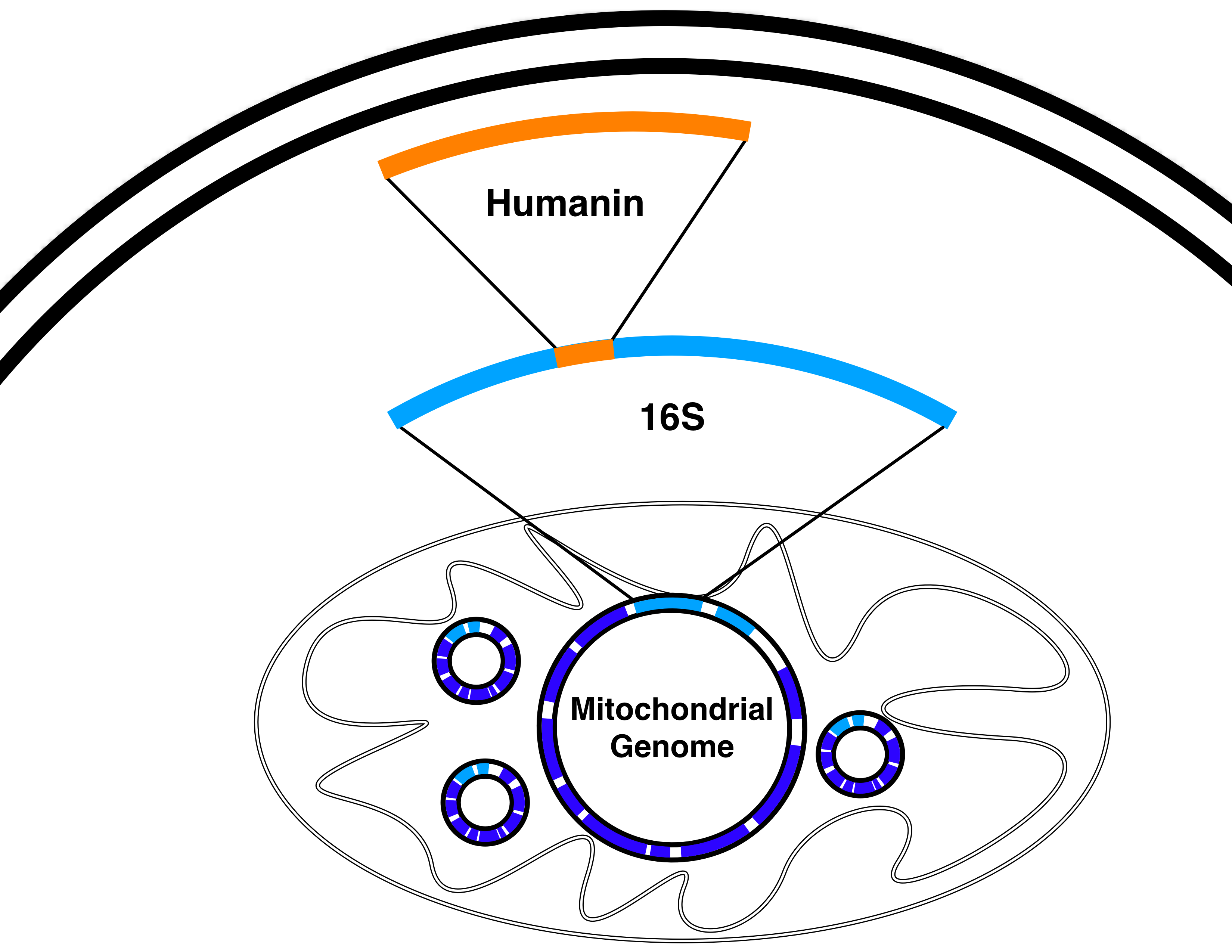
Humaninul se găsește în gena ARNr 16 (MT-RNR2) din genomul mitocondrial

Humanin este un peptid codificat în genomul mitocondrial de către gena ARN ribozomic 16s, MT-RNR2. Structura sa conține un triplu α-Helix și nici o simetrie.
În modelele „in vitro” și animale, se pare că au efecte citoprotective.